# Гниненко Григорій Кіндратович
Гнине́нко Григо́рій Кіндра́тович (іноді також Гніє́нко, більш відомий як отаман Вовгу́ра; ? — 7 вересня 1921, Жандармська балка, Катеринослав, Українська РСР, СРСР) — український військовий діяч періоду Української революції, отаман, начальник штабу Степової повстанської дивізії отамана Костя Степового-Блакитного.

## Життєпис
Навчаючись на першому курсі у Імператорському лісовому інституті, мобілізований у 1915 році. Під час Першої світової війни закінчив школу прапорщиків і артилерійські курси, отримавши чин підпоручника. Незабаром був направлений на Південно-Західний фронт і призначений командиром роти 213-го піхотного полку.
Під час Лютневої революції перебував у Петрограді. Отримавши відпустку з армії виїхав додому, до Катеринослава, де включився у громадське життя: став членом Української соціал-демократичної робітничої партії та делегатом 2-го Всеукраїнського з'їзду у Києві у 1917 році. Після повернення зі столиці зарахований до 3-го Січового куреня, пізніше розгорнутого в полк. Протягом березня—квітня 1918 року брав участь у бойових діях проти більшовиків (за іншими даними — брав участь у бойових діях проти Червоної армії вже наприкінці 1917 року).
Під час гетьманату Павла Скоропадського не відгукнувся на мобілізацію, хоча як офіцер мав зголоситися. За часів Української Директорії — сотник Верхньодніпровського полку армії Української Народної Республіки, пізніше — командир Гайдамацького полку.
У 1919 році здійняв повстання проти білогвардійців у Жовтянській волості і очолив повстанський рух села Жовте. У квітні 1920 року обраний військовим комісаром Жовтянської волості. Разом із отаманом Костем Степовим-Блакитним організував підпільний повстанський комітет у Катеринославі, а 12 травня 1920 року у Кривому Розі підняв повстання проти мобілізацїі до більшовицької армії. В лавах Степової дивізії обіймав посаду начальника штабу.
На початку вересня 1920 року, напередодні штурму повітового міста Олександрія, розробив його детальний план, згідно якого сили Степової дивізії зосередились у Шамівці, Глинському, Піщаному Броді й Новій Празі, а роз’їзди повстанців блокували дороги з Єлисаветграда, Знам'янки, П'ятихаток і Кривого Рогу. Було розібрано залізницю та перервано телеграфний зв'язок. Опівночі перед наступом зірвано мости.
Взимку 1920—1921 років дивізія була частково демобілізована. Після демобілізації під прізвищем Наконечний легалізувався у селі Нетесівка Ганнівської волості Криворізького повіту, де був зраджений отаманом Андрієм Зіркою-Рибалкою і заарештований чекістами. Розстріляний за постановою Катеринославської губернської ЧК, як переконаний ворог радянської влади у Жандармській балці поблизу Катеринослава 7 вересня 1921 року.